# Пам'ятник Адамові Міцкевичу (Мінськ)
Пам'ятник Адаму Міцкевичу — пам'ятник поету і діячу польського національно-визвольного руху Адаму Міцкевичу.
Встановлений в мінському сквері на Міському Валу недалеко від перетину вулиць Немига і Слобода Романівська. Сквер названий на честь поета — сквер Адама Міцкевича.
Творці триметрової бронзової скульптури — лауреат державної премії Андрій Михайлович Заспицький, скульптор — Олександр Михайлович Фінський, архітектор — Георгій Федоров.

## Історія
Ініціатива встановлення пам'ятника Адаму Міцкевичу у Мінську належить польської діаспори в Республіці Білорусь. Спочатку як пам'ятник був запропонований бюст поета, виконаний ще в XIX столітті. Але ця робота була зроблена у вигляді пристінної скульптури, і встановити її на вулиці було недоречним.
Міністерством культури Республіки Білорусь був оголошений конкурс на найкращий проект, в якому взяло участь вісім авторських колективів, кожен з яких запропонував свій ескіз. В результаті була прийнята робота скульпторів Андрія Заспицького і Олександра Фінського, які запропонували робити не бюст, а фігуру Міцкевича. Вони бажали зобразити Міцкевича в образі романтика, людини, яка після довгих мандрів повертається на батьківщину.
Для Андрія Заспицького пам'ятник Міцкевичу у Мінську не перша його робота над образом поета: у Гродно стоїть великий бюст Міцкевича, а в музеях Мінська і Новогрудка також є роботи Заспицького.
Відкритий 6 жовтня 2003 року. Проектування і будівництво пам'ятника виконано за рахунок коштів Міністерства культури Республіки Білорусь.

## Відкриття пам'ятника
Урочисте відкриття пам'ятника відбулося 6 жовтня 2003 року. Серед високопоставлених гостей, запрошених на відкриття, виступили голова Ради Республіки — Геннадій Новицький, маршал Сенату Республіки Польща — Лонгін Пастусяк, а також посли обох країн. Відкриття супроводжувалося музикою, укладанням до підніжжя пам'ятника квітів, які принесли мінчани і гості столиці.
Маршал Сенату Польщі Лонгін Пастусяк на церемонії заявив, що «Адам Міцкевич був найбільшим європейцем, пам'ятник йому повинен нагадувати білоруському і польському народам про їхню єдність і братерство, їх велике минуле». Представники польської делегації наголосили у своїх виступах, що з встановленням пам'ятника Міцкевичу «Білорусь наблизилася до Європи». А спікер Ради Республіки Національних зборів Республіки Білорусь Геннадій Новицький зазначив, що твори Міцкевича «і в наш час не втратили своєї значимості».